# 동도베라이어족
동도베라이어족은 뉴기니섬의 도베라이반도의 3개 언어로 이루어진 어족으로 2천여 명 달하는 사람들만이 이 어족의 언어들을 사용하고 있다.

## 분류
- 마니키온어
- 메악스어파

## 같이 보기
- 서파푸아어족